# Just a Matter of Slime
Just a Matter of Slime è il secondo album in studio del rapper statunitense YNW Melly, pubblicato nel 2021.

## Tracce
1. Mind of Melvin (featuring Lil Uzi Vert) – 3:50
2. Yung N**** Shit (featuring YNW Gunna and Hotboii) – 4:16
3. Thugged Out (featuring Kodak Black) – 3:05
4. Take Kare (featuring Lil Baby and Lil Durk) – 4:28
5. Pieces (featuring Queen Naija) – 4:05
6. Loving My Life – 3:52
7. Caprisun Fun (featuring Young Thug) – 2:44
8. Best Friends 4L (featuring Lil Tjay) – 2:40
9. Far Apart (featuring Kevin Gates) – 4:43
10. Greensight – 1:52
11. Freddy Krueger Remix (featuring Future and Tee Grizzley) – 4:32
12. Na Na Na Boo Boo – 3:19